# نقش‌آفرینی

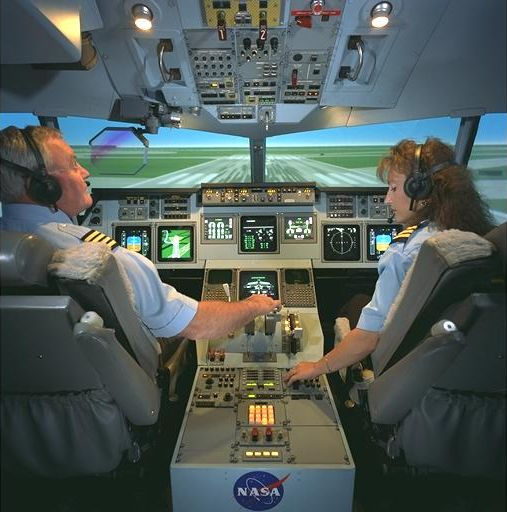
اتاقک داخلی یک شبیه‌ساز پرواز که در آن کارآموزان به جهت آموزش خلبانی، به نقش‌آفرینی خلبانی می‌پردازند.

نقش‌آفرینی به انجام عملی گفته می‌شود که در آن، فرد به صورت خودآگاه یا ناخودآگاه تلاش می‌کند تا با تغییر رفتار خود به جهت انجام عملی یا تنها برای به نمایش گذاشتن، آن را به انجام برساند. گاه فرد به قصد تقلید رفتار فرد دیگری یا برای ایفای نقش خود در یک نمایشنامه اقدام به انجام عمل نقش بازی نماید. بنابراین نقش‌آفرینی می‌تواند هم از پیش تعیین شده باشد و هم نباشد. در زمینه روانشناسی تعابیر متفاوتی از این عبارت وجود دارد:
- نقش‌آفرینی در یک نمایشنامه تئاتر، فیلم، تلویزیون و…؛
- به جهت تقلید رفتار یک فرد دیگر؛
- به‌عنوان نوعی بازی؛ به طور مثال یک بازی نقش‌آفرینی ویدئویی؛